# Bataille de Palerme (1676)
Pour les articles homonymes, voir Bataille de Palerme.
Guerre de Hollande
Batailles
- Groenlo (06-1672)
- Solebay (06-1672)
- Zutphen (06-1672) (nl)
- Coevorden (06-1672)
- Nimègue(07-1672)
- Groningue (07-1672)
- Saint-Lothain (02-1673)
- Schooneveld (1re) (06-1673)
- Maastricht (06-1673)
- Schooneveld (2de) (06-1673)
- Texel (08-1673)
- Bonn (11-1673)
- Arcey (01-1674)
- Pesmes (02-1674)
- Gray (02-1674)
- Scey-sur-Saône (03-1674)
- Chariez (03-1674)
- Vesoul (03-1674)
- Arbois (03-1674)
- Orgelet (03-1674)
- Besançon (04-1674)
- Dole (05-1674)
- Sinsheim (06-1674)
- Salins (06-1674)
- Belle-Île (06-1674)
- Lure (07-1674)
- Faucogney (07-1674)
- Sainte-Anne (07-1674)
- Fort-Royal (07-1674)
- Seneffe (08-1674)
- Entzheim (10-1674)
- Mulhouse (12-1674)
- Turckheim (01-1675)
- Stromboli (02-1675)
- Fehrbellin (06-1675)
- Salzbach (07-1675)
- Consarbrück (08-1675)
- Altenheim (08-1675)
- Alicudi (01-1676)
- Agosta (04-1676)
- Philippsburg (05-1676)
- Palerme (06-1676)
- Maastricht (07-1676)
- Valenciennes (11-1676)
- Tobago (03-1677)
- Saint-Omer (03-1677)
- Cambrai (03-1677)
- La Peene (Cassel) (04-1677)
- Ypres (03-1678)
- Rheinfelden (07-1678)
- Saint-Denis (08-1678)

La bataille de Palerme est la neuvième bataille navale de la guerre de Hollande et la cinquième menée en Méditerranée lors de ce conflit. Elle a lieu le 2 juin 1676 dans le port de Palerme, sur les côtes de Sicile. Elle oppose une flotte française, commandée par le duc de Vivonne, à une flotte combinée hispano-hollandaise, ébranlée par les défaites du Stromboli, d'Agosta et par la mort de son principal chef, Michiel de Ruyter. Elle se termine par une nouvelle victoire de la flotte française qui est désormais maître de la Méditerranée occidentale jusqu'à la guerre de Succession d'Espagne.

## Le contexte militaire en Méditerranée en 1676
Au mois de juin 1676, la guerre de Hollande en est à sa quatrième année. L’Espagne, qui s’est jointe à la Hollande contre la France en 1673, a reçu en 1675 en Méditerranée le renfort d’une escadre hollandaise alors que les Français ont réussi à débarquer à Messine, en révolte contre Madrid. Les combats de Messine (2 janvier 1675), de Stromboli (11 février 1675), d’Alicudi (8 janvier 1676) et d’Agosta (22 avril), ont donné la victoire à la flotte française. Lors du dernier combat, l’escadre hollandaise, mal soutenue par les forces espagnoles, a été sévèrement malmenée et a perdu son chef, le prestigieux Michiel de Ruyter. C’est donc une flotte hispano-hollandaise très éprouvée qui s’abrite à Palerme au début de l’été 1676 où elle essaie de réparer ses avaries. 
Pour les Français, la guerre en Méditerranée n’est cependant pas encore gagnée tant que cette force n’est pas neutralisée. Ils décident donc de reprendre l’offensive et appareillent de Messine le 26 mai 1676. La flotte est sous les ordres du maréchal de Vivonne (corps de bataille), secondé par le lieutenant général Duquesne (avant-garde) et par le chef d’escadre Jean Gabaret (arrière-garde). À Palerme, le commandement hollandais est passé à l’amiral Jean Van Haën, successeur de Ruyter et celui d’Espagne à Diego de Ibarra, en lieu et place du vice-amiral La Cerda, qui n’a guère brillé lors du combat précédent.

## Le brasier de Palerme
Le 31 mai, la flotte française est devant Palerme. Elle compte 29 vaisseaux, 9 brûlots et 25 galères. Dans le port, les Hispano-Hollandais n’ont pas encore terminé leurs réparations et Jean Van Haën est en train de faire embaumer la dépouille de Ruyter, conservée à bord de l’Eendragt. Gabaret et Tourville, sur une felouque, viennent les espionner. Ils dénombrent 27 vaisseaux (dont 17 hollandais), 19 galères et 4 brûlots. Aucune fortification sérieuse ne protège la baie. Informé, Vivonne décide d’attaquer ces navires au mouillage. 
Au matin du 2 juin, le vent souffle du Nord-Est, c'est-à-dire vers l’intérieur du port. Vivonne en profite aussitôt pour s’approcher et lancer des brûlots. Ceux-ci, poussés par le vent, menacent immédiatement les navires au mouillage. Les capitaines, affolés, coupent leurs câbles d’ancre et laissent leurs bâtiments dériver vers le fond du port, poursuivis par les brûlots. Profitant du désordre, Vivonne et Duquesne accentuent l’attaque et lancent de nouveaux brûlots. Dans les rangs hispanos-hollandais, c’est la panique. Le feu passe d’un navire à l’autre alors que certains bâtiments s’échouent ou se brisent au fond de la baie. La ville elle-même est menacée par l’incendie. 
Le vaisseau amiral d’Espagne explose. Diego de Ibarra se noie. La Cerda est tué. La galère patronne d’Espagne s’embrase. Jean Van Haën est tué. Le contre-amiral Van Middelland se noie. Les Hollandais, outre ces deux officiers généraux, perdent 7 lieutenants, 250 soldats ou matelots, les Espagnols entre 2 000 et 2 500 hommes. Douze vaisseaux, 4 brûlots, 6 galères sont détruits et 700 canons perdus, soit presque la moitié de l’escadre (en ne prenant en compte que les vaisseaux, seuls bâtiments réellement « utiles » au combat). Dans le camp français, hormis les brûlots qui ont rempli leur mission, tous les navires sont saufs et il n'y a que 200 victimes. Ces pertes sont faibles, mais témoignent malgré tout de l’intensité de la canonnade du côté des navires alliés qui ont pu échapper au feu et se sont défendus.

## Les Français maîtres de la Méditerranée occidentale
Lorsque la nouvelle de la victoire arrive à Versailles, Colbert exulte : « C’est la plus glorieuse action qui ait jamais été exécutée par aucune armée navale ». Une joie qui s’explique par la peur qu’inspirait la flotte hollandaise jusque-là. En 1672, il avait fallu solliciter l’alliance de la flotte anglaise pour entrer en guerre contre les Provinces-Unie. Après le retrait anglais de 1674, la flotte hollandaise était restée maître de la Manche, avait attaqué Belle-Ile et était venue narguer les Français devant Rochefort. L’entrée de l’escadre de Ruyter en Méditerranée en 1675 était apparue comme un défi que la jeune flotte de Louis XIV, après sa prestation peu convaincante en mer du nord (1672-1673) et sa quasi inertie en 1674, semblait peu à même de relever. Cette bataille achève aussi de ruiner la puissance navale de l’Espagne, déjà très ébranlée par ses défaites lors de la guerre de Quatre-Vingts Ans (1568-1648) et de 1635-1659 contre la France. 
La victoire de Palerme, qui complète celle d’Agosta, n’est pas la dernière. En 1677, elle est suivie par la campagne de d’Estrée à Tabago qui réussit, après un premier échec, à détruire l’escadre de Jacob Binckes et à ruiner de nombreux comptoirs hollandais. Ces victoires sèment l’inquiétude en Angleterre, où l’émergence de la France en tant que grande puissance navale est perçue comme une menace insupportable, compte tenu qu'elle s’additionne à la puissance terrestre de Louis XIV dont les troupes sont victorieuses dans les Flandres au même moment. Elles provoquent un rapprochement immédiat entre l’Angleterre et la Hollande et la signature d’une alliance, même si Londres n’entre pas en guerre car la paix générale est signée en 1678. Quoi qu’il en soit, avec cette victoire, les Français sont maîtres de la Méditerranée occidentale pour plusieurs décennies. Il faudra attendre la guerre de Succession d’Espagne (1701-1714) avec la chute de Gibraltar, le siège de Toulon et la prise de Minorque pour que cette suprématie soit remise en cause par la Royal Navy.